# Ausztria a 2004. évi nyári olimpiai játékokon
Ausztria a görögországi Athénban megrendezett 2004. évi nyári olimpiai játékok egyik részt vevő nemzete volt. Az országot az olimpián 18 sportágban 74 sportoló képviselte, akik összesen 7 érmet szereztek.

## Érmesek
| Érem  | Versenyző                          | Sportág       | Versenyszám                 |
| ----- | ---------------------------------- | ------------- | --------------------------- |
| Arany | Kate Allen                         | Triatlon      | Női                         |
| Arany | Roman Hagara Hans-Peter Steinacher | Vitorlázás    | Tornádó                     |
| Ezüst | Claudia Heill                      | Cselgáncs     | Női váltósúly               |
| Ezüst | Markus Rogan                       | Úszás         | Férfi 100 m hát             |
| Ezüst | Markus Rogan                       | Úszás         | Férfi 200 m hát             |
| Ezüst | Siren Sundby                       | Vitorlázás    | Laser                       |
| Bronz | Christian Planer                   | Sportlövészet | Férfi sportpuska, összetett |

## Asztalitenisz
Férfi
| Versenyző                    | Versenyszám | 64-es főtábla     | 48-as főtábla                                   | 32-es főtábla                                              | Nyolcaddöntő                                                        | Negyeddöntő       | Elődöntő          | Döntő             | Helyezés |
| Versenyző                    | Versenyszám | Ellenfél Eredmény | Ellenfél Eredmény                               | Ellenfél Eredmény                                          | Ellenfél Eredmény                                                   | Ellenfél Eredmény | Ellenfél Eredmény | Ellenfél Eredmény | Helyezés |
| ---------------------------- | ----------- | ----------------- | ----------------------------------------------- | ---------------------------------------------------------- | ------------------------------------------------------------------- | ----------------- | ----------------- | ----------------- | -------- |
| Weixing Chen                 | Egyes       |                   | William Henzell (AUS) · 11-7, 11-3, 12-10, 11-6 | O Szangun (KOR) · 11-7, 6-11, 7-11, 8-11, 11-5, 11-9, 2-11 | kiesett                                                             | kiesett           | kiesett           | kiesett           | 17.      |
| Werner Schlager              | Egyes       |                   |                                                 | Li Ching (HKG) · 8-11, 11-9, 12-14, 11-9, 11-9, 11-6       | Timo Boll (GER) · 2-11, 14-12, 5-11, 9-11, 11-6, 11-4, 6-11         | kiesett           | kiesett           | kiesett           | 9.       |
| Karl Jindrak Werner Schlager | Páros       |                   |                                                 |                                                            | Dánia (DEN) · Michael Maze · Finn Tugwell · 10-12, 7-11, 6-11, 7-11 | kiesett           | kiesett           | kiesett           | 9.       |

Női
| Versenyző | Versenyszám | 64-es főtábla     | 48-as főtábla     | 32-es főtábla                                                   | Nyolcaddöntő      | Negyeddöntő       | Elődöntő          | Döntő             | Helyezés |
| Versenyző | Versenyszám | Ellenfél Eredmény | Ellenfél Eredmény | Ellenfél Eredmény                                               | Ellenfél Eredmény | Ellenfél Eredmény | Ellenfél Eredmény | Ellenfél Eredmény | Helyezés |
| --------- | ----------- | ----------------- | ----------------- | --------------------------------------------------------------- | ----------------- | ----------------- | ----------------- | ----------------- | -------- |
| Jia Liu   | Egyes       |                   |                   | Fudzsinuma Ai (JPN) · 11-7, 11-6, 10-12, 6-11, 7-11, 11-8, 7-11 | kiesett           | kiesett           | kiesett           | kiesett           | 17.      |

## Atlétika
Férfi
| Versenyző           | Versenyszám    | Előfutam | Előfutam | Előfutam | Döntő   | Döntő    |
| Versenyző           | Versenyszám    | Idő      | Hely.    | Össz.    | Idő     | Helyezés |
| ------------------- | -------------- | -------- | -------- | -------- | ------- | -------- |
| Günther Weidlinger  | 5000 m         | 13:29,32 | 11.      | 20.      | kiesett | kiesett  |
| Martin Pröll        | 3000 m akadály | 8:26,01  | 8.       | 19.      | kiesett | kiesett  |
| Michael Buchleitner | Maraton        |          |          |          | 2:19:19 | 29.      |

| Versenyző       | Versenyszám | 100 m | 100 m | Távolugrás | Távolugrás | Súlylökés | Súlylökés | Magasugrás | Magasugrás | 400 m | 400 m | 110 m gát | 110 m gát | Diszkoszvetés | Diszkoszvetés | Rúdugrás | Rúdugrás | Gerelyhajítás | Gerelyhajítás | 1500 m  | 1500 m | Végeredmény | Végeredmény |
| Versenyző       | Versenyszám | Idő   | Pont  | Eredmény   | Pont       | Eredmény  | Pont      | Eredmény   | Pont       | Idő   | Pont  | Idő       | Pont      | Eredmény      | Pont          | Eredmény | Pont     | Eredmény      | Pont          | Idő     | Pont   | Pont        | Helyezés    |
| --------------- | ----------- | ----- | ----- | ---------- | ---------- | --------- | --------- | ---------- | ---------- | ----- | ----- | --------- | --------- | ------------- | ------------- | -------- | -------- | ------------- | ------------- | ------- | ------ | ----------- | ----------- |
| Roland Schwarzl | Tízpróba    | 10,98 | 865   | 749 cm     | 932        | 14,01 m   | 729       | 194 cm     | 749        | 49,76 | 826   | 14,25     | 942       | 42,43 m       | 714           | 510 cm   | 941      | 56,32 m       | 683           | 4:33,56 | 721    | 8102        | 10.         |

Női
| Versenyző         | Versenyszám | Előfutam | Előfutam | Előfutam | Negyeddöntő | Negyeddöntő | Negyeddöntő | Elődöntő | Elődöntő | Elődöntő | Döntő   | Döntő    |
| Versenyző         | Versenyszám | Idő      | Hely.    | Össz.    | Idő         | Hely.       | Össz.       | Idő      | Hely.    | Össz.    | Idő     | Helyezés |
| ----------------- | ----------- | -------- | -------- | -------- | ----------- | ----------- | ----------- | -------- | -------- | -------- | ------- | -------- |
| Bettina Müller    | 100 m       | 11,39    | 4.       | 26.      | 11,50       | 7.          | 26.         | kiesett  | kiesett  | kiesett  | kiesett | kiesett  |
| Karin Mayr-Krifka | 100 m       | 11,40    | 4.       | 27.*     | 11,55       | 8.          | 29.         | kiesett  | kiesett  | kiesett  | kiesett | kiesett  |
| Karin Mayr-Krifka | 200 m       | 22,81    | 5.       | 13.      | 23,19       | 7.          | 18.*        | kiesett  | kiesett  | kiesett  | kiesett | kiesett  |

* - egy másik versenyzővel azonos időt ért el

## Birkózás

### Férfi
Szabadfogású
| Versenyző      | Versenyszám | Csoportkör                                                                                         | Csoportkör | Negyeddöntő       | Elődöntő          | Bronz- mérkőzés   | Döntő             | Helyezés |
| Versenyző      | Versenyszám | Ellenfél Eredmény                                                                                  | Hely.      | Ellenfél Eredmény | Ellenfél Eredmény | Ellenfél Eredmény | Ellenfél Eredmény | Helyezés |
| -------------- | ----------- | -------------------------------------------------------------------------------------------------- | ---------- | ----------------- | ----------------- | ----------------- | ----------------- | -------- |
| Lubos Cikel    | 60 kg       | F csoport · Csong Jongho (KOR) · 3-4 · Inoue Kendzsi (JPN) · 0-13 · Damir Zakhartdinov (UZB) · 6-5 | 4.         | kiesett           | kiesett           | kiesett           | kiesett           | 8.       |
| Radovan Valach | 96 kg       | G csoport · Daniel Cormier (USA) · 0-9 · Bartłomiej Bartnicki (POL) · 1-4                          | 3.         | kiesett           | kiesett           | kiesett           | kiesett           | 19.      |

### Női
Szabadfogású
| Versenyző    | Versenyszám | Csoportkör                                                            | Csoportkör | Elődöntő          | Bronz- mérkőzés   | Döntő             | Helyezés |
| Versenyző    | Versenyszám | Ellenfél Eredmény                                                     | Hely.      | Ellenfél Eredmény | Ellenfél Eredmény | Ellenfél Eredmény | Helyezés |
| ------------ | ----------- | --------------------------------------------------------------------- | ---------- | ----------------- | ----------------- | ----------------- | -------- |
| Marina Gastl | 72 kg       | A csoport · Gjuzel Manyurova (RUS) · 1-7 · Anita Schätzle (GER) · 1-4 | 3.         | kiesett           | kiesett           | kiesett           | 9.       |

## Cselgáncs
Férfi
| Versenyző       | Versenyszám | Selejtező         | 32-es főtábla                | Nyolcaddöntő      | Negyeddöntő       | Elődöntő          | Vigaszág első kör | Vigaszág negyeddöntő | Vigaszág elődöntő | Bronz- mérkőzés   | Döntő             | Helyezés    |
| Versenyző       | Versenyszám | Ellenfél Eredmény | Ellenfél Eredmény            | Ellenfél Eredmény | Ellenfél Eredmény | Ellenfél Eredmény | Ellenfél Eredmény | Ellenfél Eredmény    | Ellenfél Eredmény | Ellenfél Eredmény | Ellenfél Eredmény | Helyezés    |
| --------------- | ----------- | ----------------- | ---------------------------- | ----------------- | ----------------- | ----------------- | ----------------- | -------------------- | ----------------- | ----------------- | ----------------- | ----------- |
| Ludwig Paischer | Légsúly     |                   | Cshö Minho (KOR) · 0001-1100 | kiesett           | kiesett           | kiesett           |                   |                      |                   |                   |                   | helyezetlen |

Női
| Versenyző     | Versenyszám | Selejtező                      | Nyolcaddöntő                  | Negyeddöntő                    | Elődöntő                       | Vigaszág első kör | Vigaszág negyeddöntő | Vigaszág elődöntő | Bronz- mérkőzés   | Döntő                            | Helyezés |
| Versenyző     | Versenyszám | Ellenfél Eredmény              | Ellenfél Eredmény             | Ellenfél Eredmény              | Ellenfél Eredmény              | Ellenfél Eredmény | Ellenfél Eredmény    | Ellenfél Eredmény | Ellenfél Eredmény | Ellenfél Eredmény                | Helyezés |
| ------------- | ----------- | ------------------------------ | ----------------------------- | ------------------------------ | ------------------------------ | ----------------- | -------------------- | ----------------- | ----------------- | -------------------------------- | -------- |
| Claudia Heill | Váltósúly   | Ronda Rousey (USA) · 0010-0000 | Sarah Clark (GBR) · 1001-0001 | Hong Okszong (PRK) · 0100-0010 | Urška Žolnir (SLO) · 1000-0111 |                   |                      |                   |                   | Tanimoto Ajumi (JPN) · 0000-0200 |          |

## Evezés
Férfi
| Versenyző                                                         | Versenyszám                          | Előfutam | Előfutam | Vigaszág | Vigaszág | Elődöntő | Elődöntő | Elődöntő | Döntő | Döntő   | Döntő | Helyezés |
| Versenyző                                                         | Versenyszám                          | Idő      | Hely.    | Idő      | Hely.    | Típus    | Idő      | Hely.    | Típus | Idő     | Hely. | Helyezés |
| ----------------------------------------------------------------- | ------------------------------------ | -------- | -------- | -------- | -------- | -------- | -------- | -------- | ----- | ------- | ----- | -------- |
| Raphael Hartl                                                     | Egypárevezős                         | 7:34,61  | 2.       | 7:06,21  | 2.       | A/B/C    | 6:58,67  | 5.       | C     | 7:00,75 | 5.    | 17.      |
| Juliusz Madecki Sebastian Sageder Bernd Wakolbinger Wolfgang Sigl | Könnyűsúlyú kormányos nélküli négyes | 5:54,07  | 3.       |          |          | A/B      | 5:58,73  | 4.       | B     | 6:22,85 | 4.    | 10.      |

## Kajak-kenu

### Szlalom
Férfi
| Versenyző       | Versenyszám | Selejtező | Selejtező | Selejtező | Selejtező | Selejtező  | Selejtező  | Elődöntő | Elődöntő | Döntő   | Döntő   | Összesítés | Összesítés |
| Versenyző       | Versenyszám | 1. futam  | 1. futam  | 2. futam  | 2. futam  | Összesítés | Összesítés | Elődöntő | Elődöntő | Döntő   | Döntő   | Összesítés | Összesítés |
| Versenyző       | Versenyszám | Pont      | Hely.     | Pont      | Hely.     | Pont       | Hely.      | Pont     | Hely.    | Pont    | Hely.   | Pont       | Helyezés   |
| --------------- | ----------- | --------- | --------- | --------- | --------- | ---------- | ---------- | -------- | -------- | ------- | ------- | ---------- | ---------- |
| Helmut Oblinger | Kajak egyes | 94,25     | 3.        | 98,94     | 16.       | 193,19     | 7.         | 98,02    | 13.      | kiesett | kiesett | kiesett    | kiesett    |

Női
| Versenyző                | Versenyszám | Selejtező | Selejtező | Selejtező | Selejtező | Selejtező  | Selejtező  | Elődöntő | Elődöntő | Döntő   | Döntő   | Összesítés | Összesítés |
| Versenyző                | Versenyszám | 1. futam  | 1. futam  | 2. futam  | 2. futam  | Összesítés | Összesítés | Elődöntő | Elődöntő | Döntő   | Döntő   | Összesítés | Összesítés |
| Versenyző                | Versenyszám | Pont      | Hely.     | Pont      | Hely.     | Pont       | Hely.      | Pont     | Hely.    | Pont    | Hely.   | Pont       | Helyezés   |
| ------------------------ | ----------- | --------- | --------- | --------- | --------- | ---------- | ---------- | -------- | -------- | ------- | ------- | ---------- | ---------- |
| Violetta Oblinger-Peters | Kajak egyes | 110,95    | 6.        | 115,45    | 14.       | 226,40     | 7.         | 117,09   | 12.      | kiesett | kiesett | kiesett    | kiesett    |

## Kerékpározás

### Hegyi-kerékpározás
| Versenyző        | Versenyszám        | Idő              | Helyezés |
| ---------------- | ------------------ | ---------------- | -------- |
| Christoph Soukup | Férfi terepverseny | 2:22:50 (+7:48)  | 15.      |
| Michael Weiss    | Férfi terepverseny | 2:30:14 (+15:12) | 32.      |
| Bärbel Jungmeier | Női terepverseny   | 2:09:22 (+12:31) | 14.      |

### Országúti kerékpározás
Férfi
| Versenyző         | Versenyszám   | Idő             | Helyezés      |
| ----------------- | ------------- | --------------- | ------------- |
| Bernhard Eisel    | Mezőnyverseny | nem ért célba   | nem ért célba |
| Gerrit Glomser    | Mezőnyverseny | 5:45:21 (+3:37) | 51.           |
| Georg Totschnig   | Mezőnyverseny | 5:41:56 (+0:12) | 22.           |
| Gerhard Trampusch | Mezőnyverseny | 5:41:56 (+0:12) | 30.           |

Női
| Versenyző         | Versenyszám   | Idő             | Helyezés |
| ----------------- | ------------- | --------------- | -------- |
| Christiane Soeder | Mezőnyverseny | 3:25:42 (+1:18) | 24.      |

### Pálya-kerékpározás
Pontversenyek
| Versenyző                   | Versenyszám       | Pont | Helyezés |
| --------------------------- | ----------------- | ---- | -------- |
| Franz Stocher               | Férfi pontverseny | 9    | 17.      |
| Franz Stocher Roland Garber | Férfi madison     | 8    | 8.       |

## Lovaglás
Díjlovaglás
| Versenyző                                                         | Ló                                  | Versenyszám | 1. kör | 1. kör | 2. kör  | 2. kör  | 3. kör  | 3. kör  | Végeredmény | Végeredmény |
| Versenyző                                                         | Ló                                  | Versenyszám | Pont   | Hely.  | Pont    | Hely.   | Pont    | Hely.   | Pont        | Helyezés    |
| ----------------------------------------------------------------- | ----------------------------------- | ----------- | ------ | ------ | ------- | ------- | ------- | ------- | ----------- | ----------- |
| Fritz Gaulhofer                                                   | Wels                                | Egyéni      | 63,667 | 44.    | kiesett | kiesett | kiesett | kiesett | kiesett     | kiesett     |
| Peter Gmoser                                                      | Don Debussy                         | Egyéni      | 62,750 | 48.    | kiesett | kiesett | kiesett | kiesett | kiesett     | kiesett     |
| Victoria Max-Theurer                                              | Falcao 12                           | Egyéni      | 68,667 | 20.    | 68,753  | 20.     | kiesett | kiesett | kiesett     | kiesett     |
| Nina Stadlinger                                                   | Egalité                             | Egyéni      | 67,375 | 26.    | 66,148  | 25.     | kiesett | kiesett | kiesett     | kiesett     |
| Fritz Gaulhofer Peter Gmoser Victoria Max-Theurer Nina Stadlinger | Wels Don Debussy Falcao Old Egalité | Csapat      |        |        |         |         |         |         | 66,570      | 8.          |

Lovastusa
| Versenyző                                                            | Ló                                                    | Versenyszám | Díjlovaglás | Díjlovaglás | Tereplovaglás | Tereplovaglás | Tereplovaglás | Díjugratás | Díjugratás | Díjugratás | Díjugratás | Végeredmény | Végeredmény |
| Versenyző                                                            | Ló                                                    | Versenyszám | Díjlovaglás | Díjlovaglás | Tereplovaglás | Tereplovaglás | Tereplovaglás | 1. kör     | 1. kör     | 2. kör     | 2. kör     | Végeredmény | Végeredmény |
| Versenyző                                                            | Ló                                                    | Versenyszám | Bünt.       | Hely.       | Bünt.         | Hely.         | Össz.         | Bünt.      | Hely.      | Bünt.      | Hely.      | Bünt.       | Helyezés    |
| -------------------------------------------------------------------- | ----------------------------------------------------- | ----------- | ----------- | ----------- | ------------- | ------------- | ------------- | ---------- | ---------- | ---------- | ---------- | ----------- | ----------- |
| Harald Ambros                                                        | Miss Ferrari                                          | Egyéni      | 54,0        | 32.         | 7,2           | 38.           | 27.           | 8          | 25.        | 4          | 3.         | 73,2        | 19.         |
| Margit Appelt                                                        | Ice On Fire                                           | Egyéni      | 74,6        | 70.*        | 162,2         | 70.           | 70.           | 35         | 64.        | kiesett    | kiesett    | 271,8       | 67.         |
| Harald Riedl                                                         | Foxy XX                                               | Egyéni      | kizárták    | kizárták    | kizárták      | kizárták      | kizárták      | kizárták   | kizárták   | kizárták   | kizárták   | kizárták    | kizárták    |
| Harald Siegl                                                         | Gigant 2                                              | Egyéni      | 60,6        | 45.         | 23,2          | 51.           | 48.           | 12         | 39.        | kiesett    | kiesett    | 95,8        | 45.         |
| Andreas Zehrer                                                       | Rämmi Dämmi                                           | Egyéni      | 60,4        | 43.*        | nem ért célba | nem ért célba | nem ért célba | kiesett    | kiesett    | kiesett    | kiesett    | kiesett     | kiesett     |
| Harald Ambros Margit Appelt Harald Riedl Harald Siegl Andreas Zehrer | Miss Ferrari Ice On Fire Foxy XX Gigant 2 Rämmi Dämmi | Csapat      | 175,0       | 10.         | 192,6         | 14.           | 14.           | 55         | 14.        |            |            | 436,8       | 14.         |

* - egy másik versenyzővel azonos eredményt ért el

## Műugrás
Női
| Anja Richter-Libiseller | Egyéni toronyugrás | 302,16 | 17. | 472,44  | 15.     | kiesett | kiesett | kiesett | kiesett |
| Marion Reiff            | Egyéni toronyugrás | 232,35 | 31. | kiesett | kiesett | kiesett | kiesett |         |         |

## Röplabda

### Strandröplabda

#### Férfi
| Versenyző                      | Csoportkör | Csoportkör | Nyolcaddöntő      | Negyeddöntő       | Elődöntő          | Döntő             | Helyezés |
| Versenyző                      | Ellenfél Eredmény | Hely.      | Ellenfél Eredmény | Ellenfél Eredmény | Ellenfél Eredmény | Ellenfél Eredmény | Helyezés |
| ------------------------------ | --- | ---------- | ----------------- | ----------------- | ----------------- | ----------------- | -------- |
| Nikolas Berger Florian Gosch   | C csoport · Spanyolország (ESP) · Javier Bosma · Pablo Herrera · 14-21, 13-21 · Ausztria (AUT) · Robert Nowotny · Peter Gartmayer · 21-17, 21-17 · Svájc (SUI) · Martin Laciga · Paul Laciga · 17-21, 19-21      | 3.         | kiesett           | kiesett           | kiesett           | kiesett           | 17.      |
| Robert Nowotny Peter Gartmayer | C csoport · Svájc (SUI) · Martin Laciga · Paul Laciga · 14-21, 14-21 · Ausztria (AUT) · Nikolas Berger · Florian Gosch · 17-21, 17-21 · Spanyolország (ESP) · Javier Bosma · Pablo Herrera · 16-21, 21-19, 11-15 | 4.         | kiesett           | kiesett           | kiesett           | kiesett           | 19.      |

## Sportlövészet
Férfi
| Versenyző           | Versenyszám           | Selejtező | Selejtező | Döntő   | Döntő    |
| Versenyző           | Versenyszám           | Pont      | Helyezés  | Pont    | Helyezés |
| ------------------- | --------------------- | --------- | --------- | ------- | -------- |
| Thomas Farnik       | Légpuska              | 593       | 12.***    | kiesett | kiesett  |
| Thomas Farnik       | Sportpuska, összetett | 1165      | 6.*       | 1261,6  | 5.       |
| Christian Planer    | Sportpuska, összetett | 1167      | 3.        | 1262,8  |          |
| Christian Planer    | Légpuska              | 593       | 12.**     | kiesett | kiesett  |
| Mario Knögler       | Sportpuska, fekvő     | 592       | 16.****   | kiesett | kiesett  |
| Wolfram Waibel, Jr. | Sportpuska, fekvő     | 592       | 16.****   | kiesett | kiesett  |

Női
| Versenyző           | Versenyszám | Selejtező | Selejtező | Döntő   | Döntő    |
| Versenyző           | Versenyszám | Pont      | Helyezés  | Pont    | Helyezés |
| ------------------- | ----------- | --------- | --------- | ------- | -------- |
| Monika Haselsberger | Légpuska    | 396       | 9.**      | kiesett | kiesett  |

* - egy másik versenyzővel azonos eredményt ért el

** - két másik versenyzővel azonos eredményt ért el

*** - öt másik versenyzővel azonos eredményt ért el

**** - hét másik versenyzővel azonos eredményt ért el

## Súlyemelés
Férfi
| Versenyző        | Versenyszám | Szakítás | Szakítás | Lökés    | Lökés    | Összesen | Helyezés |
| Versenyző        | Versenyszám | Eredmény | Helyezés | Eredmény | Helyezés | Összesen | Helyezés |
| ---------------- | ----------- | -------- | -------- | -------- | -------- | -------- | -------- |
| Matthias Steiner | 105 kg      | 182,5    | 11.*     | 222,5    | 4.**     | 405,0    | 7.       |

* - egy másik versenyzővel azonos eredményt ért el

** - két másik versenyzővel azonos eredményt ért el

## Taekwondo
Férfi
| Versenyző       | Versenyszám | Nyolcaddöntő                       | Negyeddöntő                    | Elődöntő          | Vigaszág első kör         | Vigaszág elődöntő | Bronz- mérkőzés   | Döntő             | Helyezés |
| Versenyző       | Versenyszám | Ellenfél Eredmény                  | Ellenfél Eredmény              | Ellenfél Eredmény | Ellenfél Eredmény         | Ellenfél Eredmény | Ellenfél Eredmény | Ellenfél Eredmény | Helyezés |
| --------------- | ----------- | ---------------------------------- | ------------------------------ | ----------------- | ------------------------- | ----------------- | ----------------- | ----------------- | -------- |
| Tuncay Caliskan | Pehelysúly  | Bertrand Gbongou Liango (CAF) · KO | Huang Chih-Hsiung (TPE) · 8-10 |                   | Tamer Hussein (EGY) · 4-8 | kiesett           | kiesett           |                   | 7.       |

Női
| Versenyző    | Versenyszám | Nyolcaddöntő                | Negyeddöntő                 | Elődöntő          | Vigaszág első kör | Vigaszág elődöntő | Bronz- mérkőzés   | Döntő             | Helyezés |
| Versenyző    | Versenyszám | Ellenfél Eredmény           | Ellenfél Eredmény           | Ellenfél Eredmény | Ellenfél Eredmény | Ellenfél Eredmény | Ellenfél Eredmény | Ellenfél Eredmény | Helyezés |
| ------------ | ----------- | --------------------------- | --------------------------- | ----------------- | ----------------- | ----------------- | ----------------- | ----------------- | -------- |
| Nevena Lukic | Légsúly     | Lineo Mochesane (LES) · 4-0 | Euda Carías (GUA) · 1-1 SUP | kiesett           |                   |                   |                   |                   | 10.      |

SUP - döntő fölény

## Tenisz
Férfi
| Versenyző     | Versenyszám | 64-es főtábla                 | 32-es főtábla     | Nyolcaddöntő      | Negyeddöntő       | Elődöntő          | Bronz- mérkőzés   | Döntő             | Helyezés |
| Versenyző     | Versenyszám | Ellenfél Eredmény             | Ellenfél Eredmény | Ellenfél Eredmény | Ellenfél Eredmény | Ellenfél Eredmény | Ellenfél Eredmény | Ellenfél Eredmény | Helyezés |
| ------------- | ----------- | ----------------------------- | ----------------- | ----------------- | ----------------- | ----------------- | ----------------- | ----------------- | -------- |
| Jürgen Melzer | Egyes       | Vince Spadea (USA) · 0-6, 1-6 | kiesett           | kiesett           | kiesett           | kiesett           | kiesett           | kiesett           | 33.      |

## Triatlon
| Versenyző              | Versenyszám | 1,5 km úszás | 1,5 km úszás | 40 km kerékpározás | 40 km kerékpározás | 10 km futás | 10 km futás | Összesítés | Összesítés |
| Versenyző              | Versenyszám | Idő          | Hely.        | Idő                | Hely.              | Idő         | Hely.       | Idő        | Helyezés   |
| ---------------------- | ----------- | ------------ | ------------ | ------------------ | ------------------ | ----------- | ----------- | ---------- | ---------- |
| Norbert Domnik         | Férfi       | 19:34        | 48.          | 1:04:02            | 27.                | 34:57       | 34.         | 1:59:13,25 | 37.        |
| Kate Allen             | Női         | 20:38        | 44.          | 1:09:33            | 12.                | 33:48       | 1.          | 2:04:43,45 |            |
| Eva Bramböck-Dollinger | Női         | 20:32        | 35.          | 1:09:34            | 13.                | 39:27       | 32.         | 2:10:19,60 | 28.        |

## Úszás
Férfi
| Versenyző         | Versenyszám | Előfutam | Előfutam | Előfutam | Elődöntő | Elődöntő | Elődöntő | Döntő   | Döntő    |
| Versenyző         | Versenyszám | Idő      | Hely.    | Össz.    | Idő      | Hely.    | Össz.    | Idő     | Helyezés |
| ----------------- | ----------- | -------- | -------- | -------- | -------- | -------- | -------- | ------- | -------- |
| Dominik Koll      | 200 m gyors | 1:51,36  | 4.       | 26.      | kiesett  | kiesett  | kiesett  | kiesett | kiesett  |
| Markus Rogan      | 100 m hát   | 54,87    | 1.       | 4.*      | 54,42    | 2.       | 2.       | 54,35   |          |
| Markus Rogan      | 200 m hát   | 1:58,06  | 2.       | 3.       | 1:57,50  | 2.       | 3.       | 1:57,35 |          |
| Maxim Podoprigora | 100 m mell  | 1:03,08  | 2.       | 25.      | kiesett  | kiesett  | kiesett  | kiesett | kiesett  |
| Maxim Podoprigora | 200 m mell  | 2:14,31  | 5.       | 13.      | 2:14,66  | 6.       | 13.      | kiesett | kiesett  |

Női
| Versenyző      | Versenyszám    | Előfutam | Előfutam | Előfutam | Elődöntő | Elődöntő | Elődöntő | Döntő   | Döntő    |
| Versenyző      | Versenyszám    | Idő      | Hely.    | Össz.    | Idő      | Hely.    | Össz.    | Idő     | Helyezés |
| -------------- | -------------- | -------- | -------- | -------- | -------- | -------- | -------- | ------- | -------- |
| Judith Draxler | 50 m gyors     | 25,82    | 7.       | 19.      | kiesett  | kiesett  | kiesett  | kiesett | kiesett  |
| Judith Draxler | 100 m gyors    | 57,29    | 3.       | 33.      | kiesett  | kiesett  | kiesett  | kiesett | kiesett  |
| Mirna Jukić    | 100 m mell     | 1:09,99  | 5.       | 14.      | 1:10,06  | 7.       | 14.      | kiesett | kiesett  |
| Mirna Jukić    | 200 m mell     | 2:28,28  | 3.       | 9.       | 2:26,95  | 4.       | 8.       | 2:26,36 | 7.       |
| Petra Zahrl    | 200 m pillangó | 2:13,92  | 7.       | 23.      | kiesett  | kiesett  | kiesett  | kiesett | kiesett  |

* - egy másik versenyzővel azonos időt ért el

## Vitorlázás
Férfi
| Versenyző                       | Versenyszám | Futam | Futam | Futam | Futam | Futam | Futam | Futam | Futam | Futam | Futam | Futam | Pontszám | Helyezés |
| Versenyző                       | Versenyszám | 1     | 2     | 3     | 4     | 5     | 6     | 7     | 8     | 9     | 10    | 11    | Pontszám | Helyezés |
| ------------------------------- | ----------- | ----- | ----- | ----- | ----- | ----- | ----- | ----- | ----- | ----- | ----- | ----- | -------- | -------- |
| Hans Spitzauer Andreas Hanakamp | Csillaghajó | 12    | 14    | 7     | 16    | 14    | 16    | 9     | 3     | 5     | 11    | 6     | 97       | 13.      |

Nyílt
| Versenyző                          | Versenyszám        | Futam | Futam | Futam | Futam | Futam | Futam | Futam | Futam | Futam | Futam | Futam | Futam | Futam | Futam | Futam | Futam | Pontszám | Helyezés |
| Versenyző                          | Versenyszám        | 1     | 2     | 3     | 4     | 5     | 6     | 7     | 8     | 9     | 10    | 11    | 12    | 13    | 14    | 15    | 16    | Pontszám | Helyezés |
| ---------------------------------- | ------------------ | ----- | ----- | ----- | ----- | ----- | ----- | ----- | ----- | ----- | ----- | ----- | ----- | ----- | ----- | ----- | ----- | -------- | -------- |
| Andreas Geritzer                   | Laser              | 4     | 1     | 34    | 7     | 1     | 2     | 12    | 15    | 12    | 4     | 10    |       |       |       |       |       | 68       |          |
| Nico Delle Karth Niko Resch        | Könnyű 49-es dingi | 5     | 13    | 11    | 6     | 5     | 14    | 6     | 17    | 13    | 4     | 15    | 8     | 13    | 4     | 12    | 8     | 122      | 10.      |
| Roman Hagara Hans-Peter Steinacher | Tornádó            | 1     | 3     | 8     | 1     | 14    | 8     | 4     | 1     | 2     | 5     | 1     |       |       |       |       |       | 34       |          |

## Vívás
Férfi
| Versenyző        | Versenyszám       | Selejtező         | 32-es főtábla                   | Nyolcaddöntő      | Negyeddöntő       | Elődöntő          | Bronz- mérkőzés   | Döntő             | Helyezés |
| Versenyző        | Versenyszám       | Ellenfél Eredmény | Ellenfél Eredmény               | Ellenfél Eredmény | Ellenfél Eredmény | Ellenfél Eredmény | Ellenfél Eredmény | Ellenfél Eredmény | Helyezés |
| ---------------- | ----------------- | ----------------- | ------------------------------- | ----------------- | ----------------- | ----------------- | ----------------- | ----------------- | -------- |
| Roland Schlosser | Tőr, egyéni       |                   | Loïc Attely (FRA) · 14-15       | kiesett           | kiesett           | kiesett           | kiesett           | kiesett           | 23.      |
| Christoph Marik  | Párbajtőr, egyéni |                   | Dmitro Karjucsenko (UKR) · 7-15 | kiesett           | kiesett           | kiesett           | kiesett           | kiesett           | 17.      |